# Rhynchosia latifolia
Rhynchosia latifolia är en ärtväxtart som beskrevs av John Torrey och Asa Gray. Rhynchosia latifolia ingår i släktet Rhynchosia och familjen ärtväxter. Inga underarter finns listade i Catalogue of Life.